# کینزه‌بولاتوو
کینزه‌بولاتوو (انگلیسی: Kinzebulatovo) یک شهرک در شهرستان ایشیمبایسکی استان باشقیرستان کشور روسیه است.